# Passages couverts de Paris

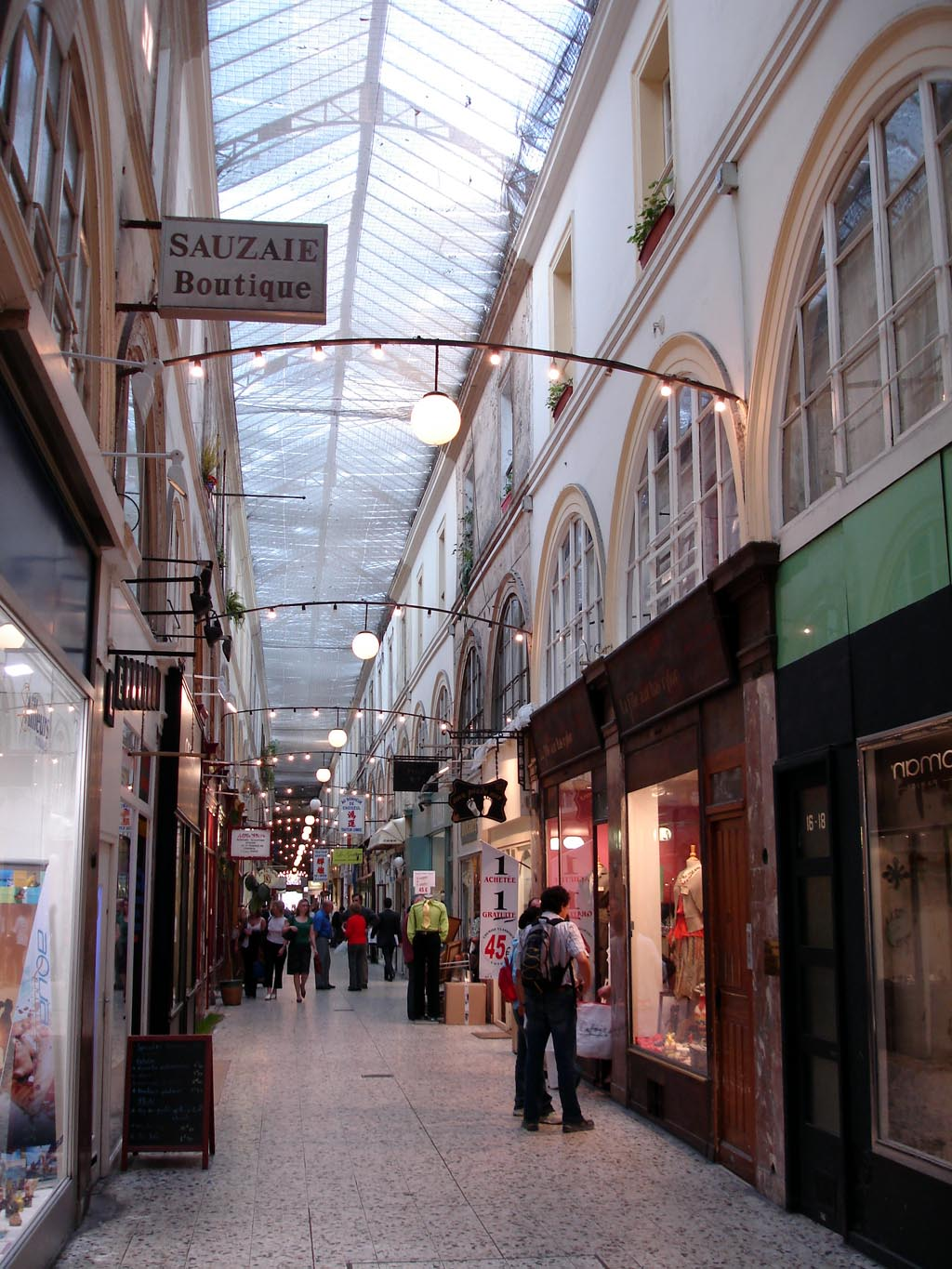
Vue du passage Choiseul, dans le 2e arrondissement, mettant en évidence l'architecture caractéristique des passages couverts du XIXe siècle.

Les passages couverts de Paris, en France, sont un ensemble de voies piétonnières percées entre la fin du XVIIIe siècle et les premières années du Second Empire à travers des îlots urbains et des immeubles, recouvertes d'une structure protectrice vitrée et généralement destinées à abriter des alignements de boutiques. Ces voies préfigurent les Grands magasins et les galeries commerciales contemporaines.
Il convient de les distinguer d'autres voies parisiennes dénommées également « passages » mais dont le tracé évolue à l'air libre.

## Caractéristiques

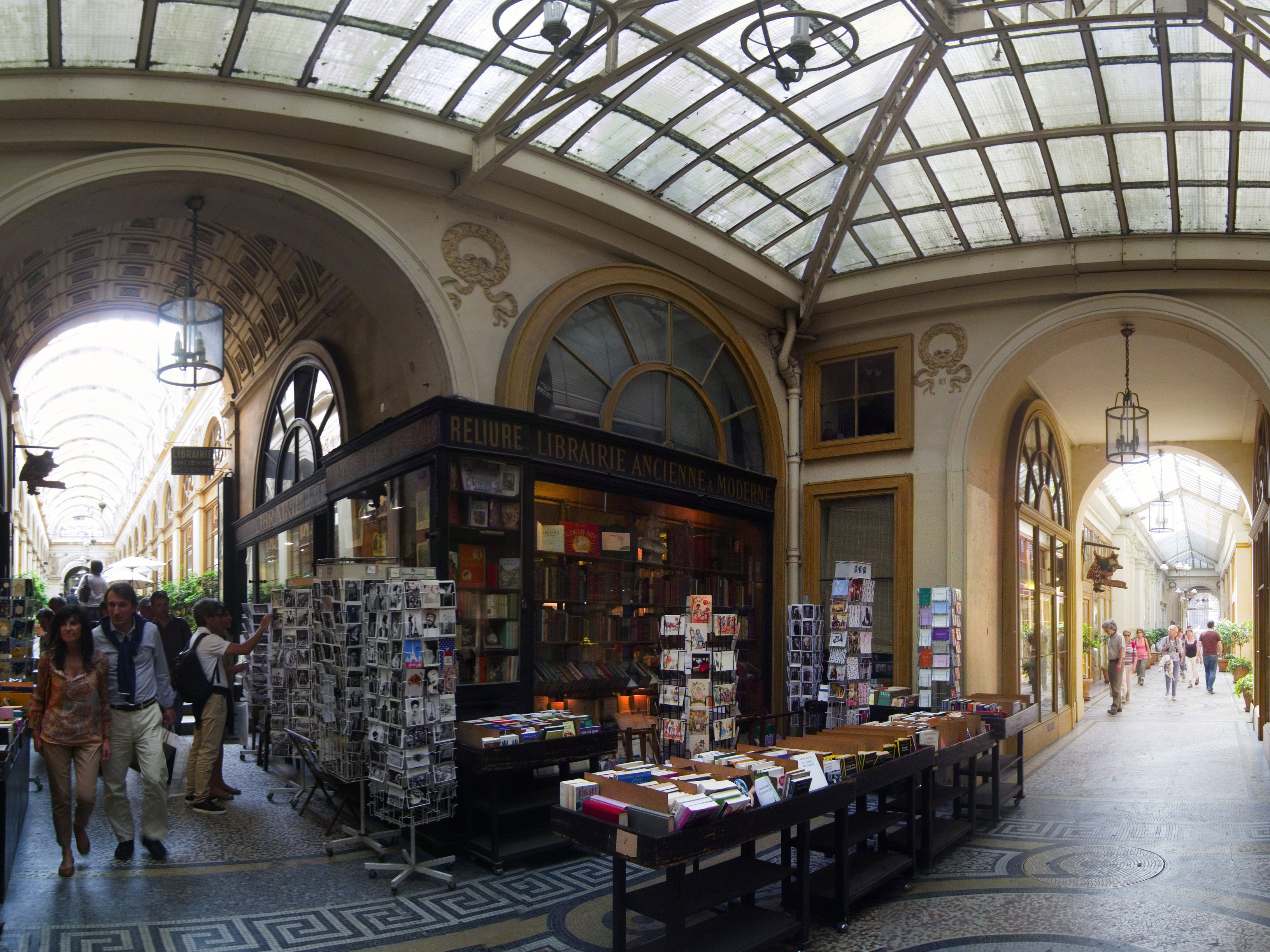
Exemple d'éclairage zénithal, galerie Vivienne.

De façon typique, les passages couverts de Paris forment des galeries percées au travers des immeubles préexistants ou construites en même temps qu'eux. Ces galeries sont couvertes par une verrière offrant un éclairage zénithal qui leur donne une lumière particulière.
La quasi-totalité des passages couverts se trouvent sur la rive droite de la Seine, à l'intérieur des limites de Paris avant son extension de 1860, principalement près des Grands boulevards, c'est-à-dire dans les zones drainant la clientèle aisée à l'époque de leur construction.

## Historique
La plupart des passages couverts furent construits dans la première moitié du XIXe siècle, afin d'abriter une clientèle aisée des intempéries et de proposer le plus souvent un ensemble de commerces variés. Paris comptera jusqu'à une trentaine passages couverts dans les années 1850 et exportera le modèle vers plusieurs autres villes en France puis à l'étranger (le passage du Commerce, à Niort, sera ainsi le premier passage de ce type ouvert en province [1829], suivi par la galerie Bordelaise [1833] à Bordeaux, le passage Lemonnier à Liège [1839] et le passage Pommeraye [1840] à Nantes).
Les travaux d'Haussmann, qui ouvrent les quartiers en perçant de grandes avenues, et la concurrence des grands magasins conduiront à la disparition de la plupart des passages.

## Liste des passages accessibles
Le tableau suivant présente la liste des passages couverts qui existent encore et qui sont ouverts au public.
| Arr.   | Nom                          | Date        | Extrémités | Horaires                                         | Protection                             | Longueur | Commentaires | Illustration                           |
| ------ | ---------------------------- | ----------- | --- | ------------------------------------------------ | -------------------------------------- | -------- | --- | -------------------------------------- |
| +01,er | Passage des Deux-Pavillons   | 1820        | - 6, rue de Beaujolais - 5, rue des Petits-Champs                                                                                                  |                                                  | « Inscrit », notice no PA00085994      | +033,    | |                                        |
| +01,er | Galerie Valois               | 1916        | Accès entre la station de métro Palais-Royal - Musée du Louvre et les Grands Magasins du Louvre                                                    |                                                  |                                        | +040,    | Couloir de sortie du métro destiné à drainer les passagers vers les grands magasins, bordé de vitrines. Absence de verrière. Propriété de la RATP.                               |                                        |
| +01,er | Galerie Véro-Dodat           | 1826        | - 19, rue Jean-Jacques-Rousseau - 2, rue du Bouloi                                                                                                 | Lun.-sam. (hors jours fériés) 7 h-22 h           | « Inscrit », notice no PA00085995      | +080,    | | Galerie Véro-Dodat                     |
| +02,e  | Passage du Bourg-l'Abbé      | 1828        | - 120, rue Saint-Denis - 3, rue de Palestro | Lun.-sam. 7 h-19 h 30, fermé les jours fériés    | « Inscrit », notice no PA00086097      | +047,    | - Architectes Auguste Lusson, Henri Blondel - La partie du passage qui donnait sur l'ancienne rue du Bourg-l'Abbé a été supprimée lors de la création du boulevard de Sébastopol | Passage du Bourg-l'Abbé                |
| +02,e  | Passage du Caire             | 1798        | - 33, rue d'Alexandrie - 2, place du Caire - 237-239, rue Saint-Denis - 14, 34 et 44, rue du Caire                                                 | Lun.-vendr. 7 h-18 h 30                          | Architecte : Berthier ou Prétrelle (?) | +360,    | Doit son nom à la capitale égyptienne en raison des 3 statues à l’effigie de la déesse Hathor qui ornent l’entrée de ce passage.                                                 | Passage du Caire                       |
| +02,e  | Passage Choiseul             | 1829        | - 40, rue des Petits-Champs - 23, rue Saint-Augustin - 40, rue Dalayrac - Passage Sainte-Anne                                                      | Lun.-sam. 7 h-21 h, dim. 8 h-21 h                | « Inscrit », notice no PA00086088      | +190,    | Architectes : François Mazois et Antoine Tavernier | Passage Choiseul                       |
| +02,e  | Galerie Colbert              | 1826        | - 6, rue des Petits-Champs - 2, rue Vivienne |                                                  | « Inscrit », notice no PA00086023      | +083,    | - Nom initial : passage du Trésor - Architecte : J.-B. Billaud | Galerie Colbert                        |
| +02,e  | Galerie Feydeau              | 1834        | - 10, rue Saint-Marc - 8, galerie des Variétés |                                                  |                                        | +060,    | Ensemble constitué par le passage des Panoramas, la galerie des Variétés, la galerie Feydeau, la galerie Saint-Marc et la galerie Montmartre                                     | Galerie Feydeau                        |
| +02,e  | Passage du Grand-Cerf        | 1825        | - 145, rue Saint-Denis - 10, rue Dussoubs | Lun.-sam. 8 h 30-20 h 30                         | « Inscrit », notice no PA00086089      | +117,    | Restauré en 1994 | Passage du Grand-Cerf                  |
| +02,e  | Galerie Montmartre           | 1834        | - 151, rue Montmartre - 25, passage des Panoramas                                                                                                  |                                                  |                                        | +070,    | Ensemble constitué par le passage des Panoramas, la galerie des Variétés, la galerie Feydeau, la galerie Saint-Marc et la galerie Montmartre                                     | Galerie Montmartre                     |
| +02,e  | Passage des Panoramas        | 1800        | - 10, rue Saint-Marc - 11, boulevard Montmartre - 38, rue Vivienne - 151, rue Montmartre                                                           | 6 h-24 h                                         | « Inscrit », notice no PA00086090      | +133,    | - Architecte Victor Grisart - Ensemble constitué par le passage des Panoramas, la galerie des Variétés, la galerie Feydeau, la galerie Saint-Marc et la galerie Montmartre       | Passage des Panoramas                  |
| +02,e  | Passage du Ponceau           | 1826        | - 119, boulevard de Sébastopol - 212, rue Saint-Denis                                                                                              | Lun.-vendr. 8 h-19 h                             |                                        | +092,    | | Passage du Ponceau                     |
| +02,e  | Passage des Princes          | 1860        | - 5, boulevard des Italiens - 97-99, rue de Richelieu                                                                                              | Lun.-sam. 8 h-20 h                               | « Inscrit », notice no PA00086091      | +080,    | Nom d’origine : passage Mirès | Passage des Princes                    |
| +02,e  | Galerie Saint-Marc           | 1834        | - 8, rue Saint-Marc - 23, galerie des Variétés |                                                  |                                        | +060,    | Ensemble constitué par le passage des Panoramas, la galerie des Variétés, la galerie Feydeau, la galerie Saint-Marc et la galerie Montmartre                                     | Galerie Saint-Marc                     |
| +02,e  | Passage Sainte-Anne          | 1829        | - 59-61, rue Sainte-Anne - Passage Choiseul |                                                  | « Inscrit », notice no PA00086088      | +047,    | | Passage Sainte-Anne                    |
| +02,e  | Galerie des Variétés         | 1834        | - 38, rue Vivienne - 28, galerie Saint-Marc |                                                  |                                        | +053,    | Ensemble constitué par le passage des Panoramas, la galerie des Variétés, la galerie Feydeau, la galerie Saint-Marc et la galerie Montmartre                                     | Galerie des Variéts                    |
| +02,e  | Galerie Vivienne             | 1823        | - 4, rue des Petits-Champs - 6, rue Vivienne - 5, rue de la Banque                                                                                 | 8 h 30-20 h 30                                   | « Inscrit », notice no PA00086024      | +176,    | - Architecte François-Jean Delannoy - Nom initial : galerie Marcoux (1823-25) | Galerie Vivienne                       |
| +03,e  | Passage Molière              | 1791        | - 82, rue Quincampoix - 157, 159, 161, rue Saint-Martin                                                                                            |                                                  | « Inscrit », notice no PA00086230      | +046,    | | Passage Molière                        |
| +03,e  | Passage Vendôme              | 1827        | - 16, rue Béranger - 3, place de la République | Lun.-vendr. 7 h 15-20 h Sam. 8 h-20 h            | « Inscrit », notice no PA00086231      | +057,    | | Passage Vendôme                        |
| +06,e  | Cour du Commerce-Saint-André | 1776        | - 59, rue Saint-André-des-Arts - 21, rue de l'Ancienne-Comédie - 130, boulevard Saint-Germain                                                      |                                                  | « Inscrit », notice no PA00088654      | +120,    | | Cour du Commerce-Saint-André           |
| +08,e  | Cité Berryer                 | 1745        | - 24, rue Boissy-d'Anglas - 25, rue Royale |                                                  | « Inscrit », notice no PA00088811      | +095,    | | Entrée cité Berryer (ou Village Royal) |
| +08,e  | Arcades du Lido              | 1926        | - 76-78, avenue des Champs-Élysées - 59, rue de Ponthieu                                                                                           |                                                  |                                        |          | Architectes : C. Lefebvre, M. Julien et L. Duhayon |                                        |
| +08,e  | Galerie de la Madeleine      | 1845        | - 9, place de la Madeleine - 30, rue Boissy-d'Anglas                                                                                               | Lun.-sam. (hors jours fériés) 8 h-19 h           | « Inscrit », notice no PA00088815      | +053,    | Architecte : Théodore Charpentier | Galerie de la Madeleine                |
| +08,e  | Passage de la Madeleine      | 1930        | - 25-29, place de la Madeleine - 11, rue Tronchet - 9, rue de Castellane                                                                           |                                                  |                                        |          | |                                        |
| +08,e  | Passage Puteaux              | 1839        | - 33, rue de l'Arcade - 28, rue Pasquier | Lun.-vendr. 7 h-24 h                             |                                        | +029,    | | Passage Puteaux                        |
| +08,e  | Galerie Royale               | 1995        | - rue Boissy-d'Anglas - 9, rue Royale |                                                  |                                        |          | Architecte Laurent Bourgeois |                                        |
| +09,e  | Passage du Havre             | 1845        | - 69, rue de Caumartin - 109, rue Saint-Lazare |                                                  |                                        | +115,    | Reconstruit en 1996-97 par Macary | Passage du Havre                       |
| +09,e  | Passage Jouffroy             | 1845        | - 10-12, boulevard Montmartre - 9, rue de la Grange-Batelière                                                                                      | 7 h-21 h 30                                      | « Inscrit », notice no PA00088996      | +140,    | Architectes : Hippolyte Destailleur et Romain de Bourge | Passage Jouffroy                       |
| +09,e  | Passage Provence             | ?           | - 96, rue de Provence - 37, rue Joubert |                                                  |                                        |          | |                                        |
| +09,e  | Passage Verdeau              | 1847        | - 6, rue de la Grange-Batelière - 31 bis, rue du Faubourg-Montmartre                                                                               | Lun.-vendr. 7 h 30-21 h Sam.-dim. 7 h 30-20 h 30 | « Inscrit », notice no PA00088997      | +075,    | Architectes : Hippolyte Destailleur et Romain de Bourge | Passage Verdeau                        |
| +10,e  | Passage Brady                | 1828        | - 43, rue du Faubourg-Saint-Martin - 22, boulevard de Strasbourg - 33, boulevard de Strasbourg (tronçon couvert) - 46, rue du Faubourg-Saint-Denis |                                                  | « Inscrit », notice no PA75100007      | +216,    | | Passage Brady                          |
| +10,e  | Passage du Prado             | 1785 ; 1925 | - 16, boulevard Saint-Denis - 16, rue du Faubourg-Saint-Denis                                                                                      | 9 h 30-19 h                                      |                                        | +120,    | Anciennement passage du Bois-de-Boulogne (1785), non couvert ; verrière de 1925 ; renommé passage du Prado en 1930. Passage privé.                                               | Passage du Prado                       |
| +16,e  | Galerie Argentine            | 1904        | 111, avenue Victor-Hugo |                                                  |                                        |          | Architectes Henri Sauvage et Charles Sarrazin | Galerie d'Argentine                    |

## Liste des passages fermés au public
Le tableau suivant présente la liste des passages couverts qui existent encore mais qui sont fermés au public.
| Arr.  | Nom                    | Date | Extrémités                                        | Protection                        | Longueur | Commentaires                                                                         | Illustration           |
| ----- | ---------------------- | ---- | ------------------------------------------------- | --------------------------------- | -------- | ------------------------------------------------------------------------------------ | ---------------------- |
| +02,e | Passage Ben-Aïad       | 1826 | - 9-11, rue Léopold-Bellan - 8, rue Bachaumont    | « Inscrit », notice no PA75020007 | +090,    | Partie de l'ancien passage du Saumon (détruit en 1899 pour ouvrir la rue Bachaumont) |                        |
| +05,e | Passage de la Sorbonne | 1853 | - 18, rue de la Sorbonne - 15, rue Champollion    |                                   | +035,    | Interdit au public depuis 1965                                                       | Passage de la Sorbonne |
| +09,e | Passage Alfred-Stevens | 1847 | - 10, rue Alfred-Stevens - 9, boulevard de Clichy |                                   | +024,    |                                                                                      | Passage Alfred-Stevens |

## Liste des passages disparus
Le tableau suivant présente la liste des passages couverts qui ont disparu ou qui ont subi des modifications substantielles.
| Arr.    | Nom                                                     | Année constr. | Année démol.                                                             | Emplacement actuel | Commentaires |
| ------- | ------------------------------------------------------- | ------------- | ------------------------------------------------------------------------ | --- | --- |
| +001,er | Cour Batave                                             | 1793          | Années 1850                                                              | - Rue Saint-Denis - Impasse ou passage de Venise (voie disparue)                                                              | - Architecte Jean-Nicolas Sobre - Détruit lors du percement du boulevard de Sébastopol et du prolongement de la rue de la Cossonnerie, - Vestige au 60, rue Saint-Denis |
| +009,e  | Galerie Bergère                                         | 1840          | Porches d'entrée reconvertis en commerce                                 | - 10-10bis, rue Geoffroy-Marie - 10-12, rue de Montyon                                                                        | Les deux porches sont encore visibles ; la galerie existe encore, mais est désormais inaccessible |
| Arr     | Halle au Blé                                            | 1808          | disparu                                                                  | Emplacement : | - Avec coupole de verre |
| +001,er | Galerie de Bois du Palais-Royal                         | 1786          | 1827                                                                     | - Palais-Royal | - Également appelé camps des Tartares - Remplacée par la galerie d'Orléans |
| +002,e  | Galerie Boufflers                                       | ?             | 1828                                                                     | - 12, rue de Choiseul - 19, boulevard des Italiens                                                                            | Incendiée en 1828, remplacée par la galerie de Fer |
| Arr :   | Galerie de la Bourse                                    | Année :       | disparu                                                                  | Emplacement : | Commentaires : Partie (comme la galerie Feydeau) du passage des Panoramas, aboutissant au n°35 de celui-ci. |
| Arr :   | Galeries souterraines du Carrousel du Louvre            | 1995          | existe                                                                   | Emplacement : | - Architecte : Peï et Macary |
| Arr :   | Galerie des Champs-Élysées                              | Année :       | disparu                                                                  | Emplacement : | Commentaires : |
| Arr :   | Galerie du 79, Champs-Élysées et portiques d'Orléans    | Année :       | disparu                                                                  | Emplacement : | Commentaires : |
| +008,e  | Portiques des Champs-Élysées                            | 1928          | 1938                                                                     | - 144-146, avenue des Champs-Élysées - 4, rue Arsène-Houssaye - 21, rue Lord Byron                                            | - Architecte : Louis Grossard - Le cinéma UGC George-V est construit à son emplacement |
| +008,e  | Galerie de Cherbourg                                    | 1839          | 1933                                                                     | - Rue de la Pépinière - Rue du Rocher                                                                                         | Détruite pour le percement de la rue Joseph-Sansbœuf |
| Arr     | Rue des Colonnes                                        | 1794          | modifié                                                                  | Emplacement : | - Première rue à colonnes de Paris, projet de Vestier puis Joseph Bénard |
| Arr :   | Grande galerie (ou bazar) du Commerce et de l'Industrie | Année :       | disparu                                                                  | Emplacement : | - Architectes Victor Grisant et Joseph-Antoine Froelicher |
| +001,er | Galerie Delorme                                         | 1808          | 1896                                                                     | - 188, rue de Rivoli - 177, rue Saint-Honoré                                                                                  | - Architecte Vestier |
| Arr :   | Galerie Élysée-La Boétie                                | Année :       | disparu                                                                  | Emplacement : | Commentaires |
| +002,e  | Galerie de fer                                          | 1829          | Détruite pour construire le Siège central du Crédit lyonnais (1876-1883) | - 12, rue de Choiseul - 19, boulevard des Italiens                                                                            | A remplacé la galerie Boufflers incendiée en 1828. Architectes : Eudes et Tavernier |
| +002,e  | Passage Feydeau                                         | 1791          | 1824                                                                     | - Rue des Filles-Saint-Thomas (au débouché de la rue Vivienne) - Théâtre Feydeau                                              | - Le passage partait de la rue des Filles-Saint-Thomas et permettait de rejoindre le théâtre situé au no 19 rue Feydeau. Un autre passage permettait de rejoindre la rue des Colonnes - Architecte Martin Alexandre Habert dit Thibierge (1756-1836) - Détruit pour permettre la construction du premier théâtre des Nouveautés |
| Arr :   | Galerie Foy                                             | Année :       | disparu                                                                  | Emplacement : | Commentaires : |
| +009,e  | Bazar français                                          | 1819          | détruit lors d'un incendie en 1826                                       | - Rue Cadet | - Un des premiers bazars parisiens, fondé en 1819 par Louis-Antoine Sauset et Joseph Maillent - Lieu d'un complot anti-royaliste en 1820 dit complot du Bazar français |
| Arr :   | Bazar Incendié                                          | Année :       | disparu                                                                  | Emplacement : | Commentaires : |
| Arr :   | Bazar de l'Industrie française                          | Année :       | disparu                                                                  | Emplacement : | Commentaires : |
| +009,e  | Passage Laffitte                                        | 1824          | 1854                                                                     | - 11, rue Le Peletier - 16, rue Laffitte                                                                                      | - Nom d'origine : passage d'Artois |
| +001,er | Bazar Montesquieu                                       | 1830          | détruit                                                                  | - 6, rue Montesquieu | - Architecte Victor Lenoir - Construit à l'emplacement des bains Montesquieu (1810), dont le porche est préservé |
| +001,er | Galerie Montesquieu                                     | ?             | disparu                                                                  | - 3, rue Montesquieu - Cloître Saint-Honoré (voie disparue)                                                                   | L'immeuble de bureaux dit « des Bons-Enfants, annexe du ministère de la Culture, occupe son emplacement |
| +001,er | Passage Montesquieu                                     | 1812          | 1960                                                                     | - 5-7, rue Montesquieu - 9, cloître Saint-Honoré (voie disparue)                                                              | - Adolphe Thiers y a vécu en 1821 avec François-Auguste Mignet. - L'immeuble de bureaux dit « des Bons-Enfants, annexe du ministère de la Culture, occupe son emplacement |
| +009,e  | Passage de l'Opéra                                      | 1821          | 1924                                                                     | - Boulevard des Italiens - Opéra Le Peletier - Rue Le Peletier - Rue Pinon - Rue Drouot (ex La Grange-Batelière)              | - Architecte François Debret - Orientation par rapport au boulevard des Italiens : - Galeries de l’Horloge et du Baromètre : perpendiculaires. - Galerie du Thermomètre : parallèle. |
| Arr :   | Galerie de l'Opéra-Comique                              | Année :       | disparu                                                                  | Emplacement : | Commentaires : |
| +001,er | Galerie d'Orléans                                       | 1828          | 1935                                                                     | - Palais-Royal | - Remplace la galerie de Bois (ou camp des Tartares) - Architectes Percier et Pierre-François-Léonard Fontaine - Transformé en cour en 1935 |
| +001,er | Galerie du Palais-Royal                                 | Date :        | Date :                                                                   | - 2, place Colette | - Accès permanent |
| +006,e  | Passage du Pont-Neuf                                    | 1823          | 1912                                                                     | - 44, rue Mazarine - 45, rue de Seine                                                                                         | - Lieu important dans Thérèse Raquin d'Émile Zola - Détruit pour le percement de la rue Jacques-Callot |
| +009,e  | Galerie Richer                                          | 1842          | Porches d'entrée reconvertis en commerce                                 | - 33-35, rue Richer (face à la rue Saulnier) - 11-11bis, rue Geoffroy-Marie                                                   | Les deux porches sont encore visibles (porche d'entrée avec cartouche rue Richer) ; la galerie intérieure existe encore, mais est désormais inaccessible - Désaffecté en 1927 |
| Arr :   | Passage Saint-Denis                                     | 1826          | 1854                                                                     | Emplacement : | Commentaires : |
| Arr :   | Bazar Saint-Honoré                                      | Année         | disparu                                                                  | Emplacement : | Commentaires : |
| Arr :   | Galerie Saint-Honoré                                    | 1807          | 1825                                                                     | Emplacement : | Commentaires : |
| +002,e  | Passage Saucède                                         | 1827          | 1852                                                                     | - Rue Saint-Denis - Ancienne rue du Bourg-l'Abbé                                                                              | - Architecte François Mazois - Parallèle au passage du Bourg-l'Abbé - Supprimé lors du percement de la rue de Turbigo et du boulevard de Sébastopol |
| +002,e  | Passage du Saumon                                       | 1827          | 1899                                                                     | - 74, rue Montmartre - 65, rue Montorgueil Galerie Mandar (actuel passage Ben-Aiad) : - 8, rue Mandar - 9, rue Léopold-Bellan | - Architecte Hubert Rohault de Fleury - Ensemble constitué par : - le passage du Saumon (galerie principale, détruite pour percer la rue Bachaumont) - la galerie Mandar (devenue le passage Ben-Aiad en 1899) - les galeries du Salon et des Bains (galeries détruites)                                                        |
| Arr :   | Second passage de la Sorbonne                           | Année :       | disparu                                                                  | Emplacement : | Commentaires : |
| +001,er | Camp des Tartares                                       | 1786          | 1827                                                                     | Palais-Royal | - Autre nom de la galerie de Bois - Remplacée par la galerie d'Orléans |
| Arr :   | Passage du Trocadéro                                    | 1824          | disparu                                                                  | Emplacement : | Commentaires : |
| +008,e  | Passage de la Ville-l'Évêque                            | 1815          | Disparu                                                                  | - Rue de l'Arcade - Rue de Surène                                                                                             | À l'emplacement du passage de la Madeleine |